# Ostrinia appositalis
Ostrinia appositalis är en fjärilsart som beskrevs av Lederer 1858. Ostrinia appositalis ingår i släktet Ostrinia och familjen Crambidae. Inga underarter finns listade i Catalogue of Life.